# Heuchelberg
Der Heuchelberg ist ein etwa 15 km langer und bis 353 m ü. NHN hoher Höhenzug wenige Kilometer südwestlich von Heilbronn im Landkreis Heilbronn in Baden-Württemberg (Deutschland).

## Geographische Lage
Der Heuchelberg und der südlich des Flusses Zaber anschließende Stromberg sind jeweils namensgebender Teil des 1980 gegründeten Naturparks Stromberg-Heuchelberg, des dritten Naturparks in Baden-Württemberg.
Der Heuchelberg erstreckt sich im Westteil des Landkreises Heilbronn zwischen Leingarten im Nordosten und Zaberfeld im Südwesten. Er liegt in den Gebieten dieser Städte und Gemeinden (im Uhrzeigersinn beginnend im Nordosten): Leingarten, Nordheim, Brackenheim, Güglingen, Pfaffenhofen und Zaberfeld (im Südwesten) sowie Eppingen (nur mit Stadtteil Kleingartach), Schwaigern und letztlich wieder Leingarten.

## Landschaftsbild
Ebenso wie der Stromberg stellt der Heuchelberg eine durch Reliefumkehr entstandene Keuperinsel in einer Lössumgebung dar. Seine höchste Erhebung ist ein aufgeschütteter Gipfel auf der Erddeponie Heuchelberg (353 m ü. NN), mit dem eine aufgegebene Raketenstellung der US-Streitkräfte übererdet wurde. Höchste natürliche Erhebung ist der Heidelberg (335,9 m ü. NN) östlich der zur Stadt Brackenheim gehörenden Ortschaft Neipperg.

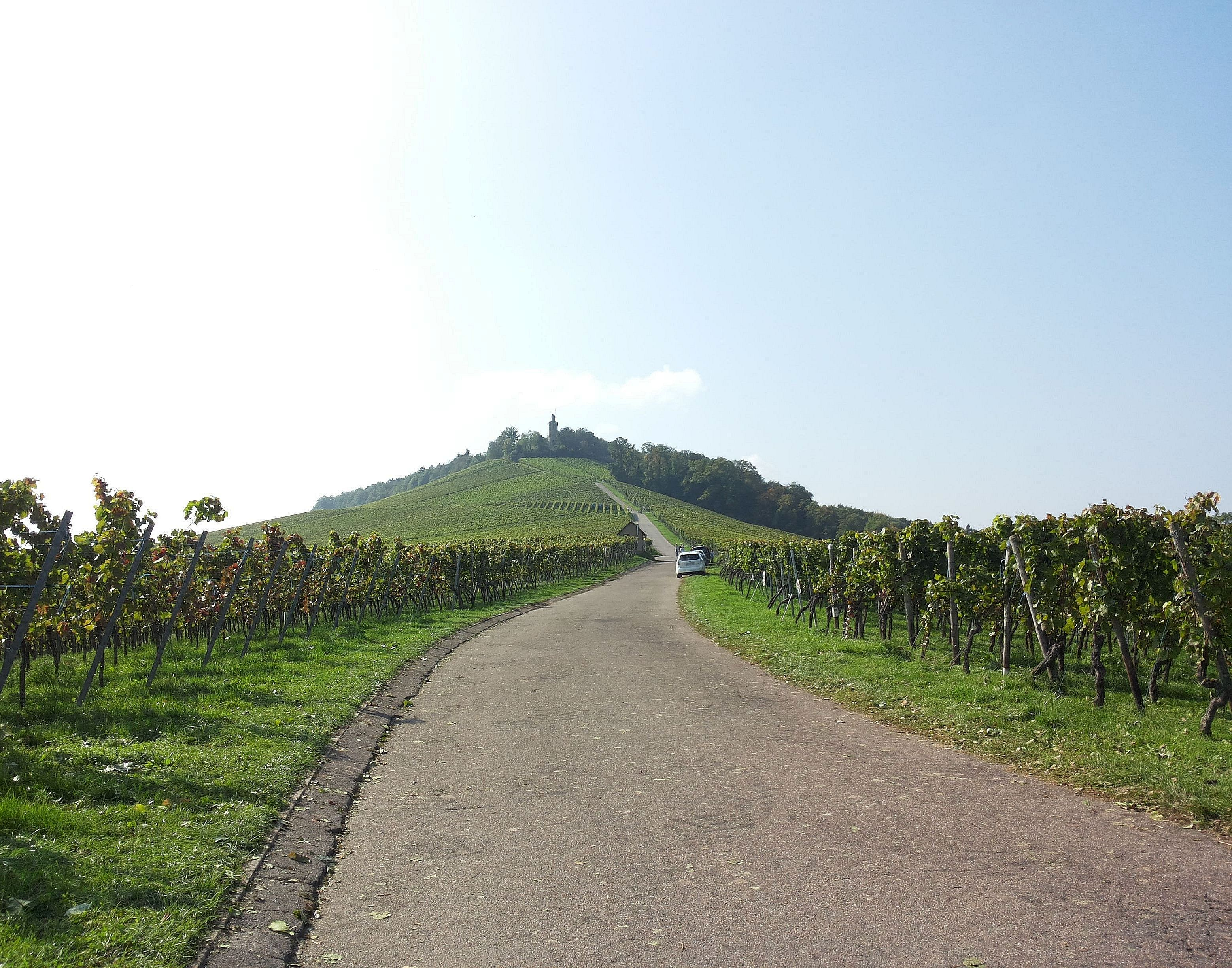
Der Weg zur Heuchelbergwarte bei Leingarten

Bedingt durch Verwitterung und Erosion des Schilfsandsteins zeigt die Decke des Heuchelbergs ein Plateau (im Mittel rund 300 m ü. NN) mit scharf ausgebildeten Hangkanten, das sich zum Osten hin zuspitzt. Im Norden bildet der Ottilienberg (313,6 m ü. NN) mit seinem Ringwall ein ovales Hochplateau. Der Höhenrücken und die Nordhänge des Heuchelbergs sind überwiegend bewaldet, die Südhänge werden größtenteils für Weinbau genutzt.

## Berge

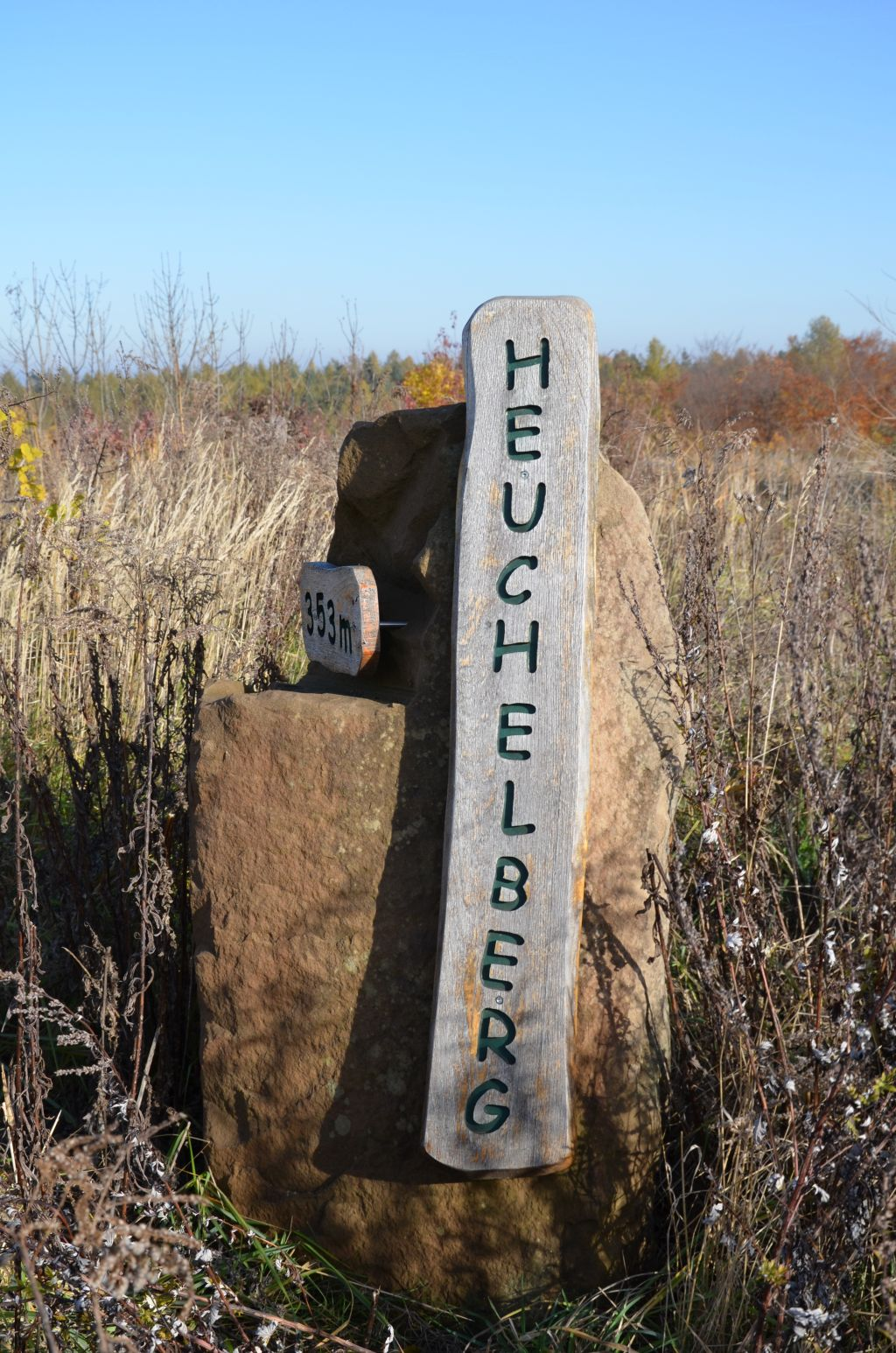
Höchster Punkt des Heuchelbergs auf der Erddeponie Heuchelberg bei Haberschlacht

Zu den Bergen, Erhebungen bzw. deren Ausläufern des Höhenzugs Heuchelberg gehören – sortiert nach Höhe in Meter über Normalhöhennull (NHN):
- namenloser höchster Punkt der Erddeponie Heuchelberg (353 m), zwischen Stetten und Haberschlacht[2]
- Heidelberg (336,7 m), zwischen Neipperg und Nordhausen
- Anhöhe an der Wolfsgrube (335,7 m), zwischen Stetten und Haberschlacht
- Eichbühl (333,7 m), zwischen Neipperg und Stetten
- Ottilienberg (314,1 m), zwischen Eppingen und Kleingartach; mit Ringwall
- Spitzenberg (277,5 m), in Zaberfeld; mit Sendetürmen und ehemaliger Burg Burghalde

## Sehenswertes
Zu den Sehenswürdigkeiten des Heuchelbergs gehören (in Nordost-Südwest-Richtung betrachtet): Am Nordostende des Höhenzugs steht zwischen Leingarten im Nordosten und Nordheim im Südosten der weithin sichtbare Aussichtsturm Heuchelberger Warte (315,2 m ü. NN). Etwa 300 m nördlich des Aussichtsturms breitet sich die Ringwallanlage Frankenschanze (239,5 m ü. NN) aus. Südwestlich von Leingarten und südsüdwestlich von Schwaigern befindet sich im Grenzbereich beider Gemeinden die einstige Fliehburg Harchenburg (auch Alte Burg genannt; 297,8 m ü. NN). Rund 900 m westsüdwestlich des Eichbühls liegt zwischen Neipperg und Stetten die Burganlage Rotenbrunnen (ca. 315 m), an die noch der nahe Rote Brunnen mit Quelle erinnert. Zwischen Eppingen und Kleingartach befindet sich am Ottilienberg ein Ringwall und auf dem Spitzenberg in Zaberfeld die ehemalige Burganlage Burghalde.